# C·N·R·拉奥
C·N·R·拉奥（英語：Chintamani Nagesa Ramachandra Rao，1934年6月30日—），印度化学家，专攻固体化学和结构化学，发表过1600余篇论文和51本专著，获得过多项国际奖项。